# Dimitrije Levajac
Dimitrije Levajac (Servisch: Димитрије Левајац) (Banja Luka, Bosnië en Herzegovina, 14 augustus 2001) is een Servisch professioneel tafeltennisser.
Hij nam namens Servië deel aan de Olympische Zomerspelen 2020 maar won geen medailles.